# Kirker i Ringkøbing Amt
Ringkøbing Amt  blev oprettet i 1794 .
Indtil 1970 var Ringkøbing Amt landets største amt. 
Amtets kirker fordeler sig i følgende 9 herreder.

## Bølling Herred
- Brejning Kirke
- Bølling Kirke
- Dejbjerg Kirke
- Faster Kirke
- Finderup Kirke i Finderup Sogn
- Fjelstervang Kirke
- Hanning Kirke
- Herborg Kirke
- Lem Sydsogns Kirke i Lem Sogn
- Nørre Vium Kirke
- Skjern Kirke i Skjern Sogn
- Stauning Kirke
- Sædding Kirke i Sædding Sogn
- Sønder Borris Kirke
- Sønder Lem Kirke
- Troldhede Kirke
- Væggerskilde Kirke i Væggerskilde Sogn
- Videbæk Kirke
- Vorgod Kirke
- Ølstrup Kirke

## Ginding Herred
- Ejsing Kirke
- Estvad Kirke
- Feldborg Kirke i Feldborg Sogn
- Grove Kirke
- Haderup Kirke
- Herrup Kirke i Herrup Sogn
- Hodsager Kirke
- Ryde Kirke
- Rønbjerg Kirke
- Sahl Kirke
- Sevel Kirke
- Trandum Kirke
- Vinderup Kirke

## Hammerum Herred
- Arnborg Kirke
- Assing Kirke
- Avlum Kirke
- Bording Kirke
- Christianshede Kirke i Christianshede Sogn
- Fasterholt Kirke i Fasterholt Sogn
- Faurholt Kirke i Faurholt Sogn
- Fonnesbæk Kirke i Fonnesbæk Sogn
- Gjellerup Kirke
- Gullestrup Kirke
- Haunstrup Kirke
- Herning – Fredens Kirke
- Herning – Hedeagerkirken
- Herning – Herning Kirke
- Herning – Sankt Johannes Kirke
- Herning – Tjørring Kirke
- Herning – Baunekirken – Tjørring Sogn
- Ikast Kirke
- Ikast Østre Kirke i Ikast Sogn
- Ilderhede Kirke
- Ilskov Kirke
- Isenvad Kirke
- Karstoft Kirke i Karstoft Sogn
- Kollund Kirke
- Kølkær Kirke
- Mejdal Kirke
- Nøvling Kirke
- Rind Kirke
- Simmelkær Kirke
- Sinding Kirke
- Skarrild Kirke
- Snejbjerg Kirke
- Studsgård Kirke
- Sunds Kirke
- Sønder Felding Kirke
- Tvis Kirke
- Vildbjerg Kirke
- Ørre Kirke

## Hind Herred
- Gammel Sogn Kirke
- Haurvig Kirke i Haurvig Sogn
- Hee Kirke
- Helligåndskirken – Hvide Sande Sogn
- Hover Kirke
- Lyngvig Kirke i Lyngvig Sogn
- No Kirke
- Ny Kirke
- Nørre Omme Kirke
- Ringkøbing – Rindum Kirke
- Ringkøbing – Ringkøbing Kirke
- Stadil Kirke
- Tim Kirke
- Torsted Kirke
- Vedersø Kirke
- Velling Kirke
- Ørnhøj Kirke i Ørnhøj Sogn

## Hjerm Herred
- Asp Kirke
- Borbjerg Kirke
- Bur Kirke
- Fousing Kirke
- Gimsing Kirke
- Handbjerg Kirke
- Hjerm Vestre Kirke
- Hjerm Østre Kirke i Hjerm Østre Sogn, Hjerm Sogn
- Hogager Kirke i Hogager Sogn
- Holstebro – Holstebro Kirke
- Holstebro – Mejrup Kirke
- Holstebro – Måbjerg Kirke
- Holstebro – Ellebæk Kirke – Måbjerg Sogn
- Holstebro – Nørrelandskirken
- Naur Kirke
- Nørre Gørding Kirke
- Sir Kirke
- Struer Kirke
- Vejrum Kirke
- Vemb Kirke
- Ølby Kirke

## Nørre Horne Herred
- Egvad Kirke
- Hemmet Kirke
- Hoven Kirke
- Lyne Kirke
- Lønborg Kirke
- Nørre Bork Kirke
- Strellev Kirke
- Sønder Bork Kirke
- Sønder Vium Kirke
- Tarm Kirke
- Ådum Kirke

## Skodborg Herred
- Bøvling Kirke
- Fabjerg Kirke
- Flynder Kirke
- Gudum Kirke
- Heldum Kirke
- Humlum Kirke
- Lemvig Kirke
- Lomborg Kirke
- Møborg Kirke
- Nees Kirke
- Nørlem Kirke
- Nørre Nissum Kirke
- Resen Kirke
- Rom Kirke
- Tørring Kirke
- Venø Kirke

## Ulfborg Herred
- Husby Kirke
- Idom Kirke
- Madum Kirke
- Nørre Felding Kirke
- Råsted Kirke
- Staby Kirke
- Sønder Nissum Kirke
- Thorsminde Kirke – Sønder Nissum Sogn
- Timring Kirke
- Tiphede Kirke i Tiphede Sogn
- Ulfborg Kirke
- Ulfkær Kirke – Ulfborg Sogn
- Vind Kirke
- Vinding Kirke

## Vandfuld Herred
- Dybe Kirke
- Engbjerg Kirke
- Ferring Kirke
- Fjaltring Kirke
- Harboøre Kirke
- Hove Kirke
- Hygum Kirke
- Ramme Kirke
- Thyborøn Kirke
- Trans Kirke
- Vandborg Kirke